# Antoine Meatchi
Antoine Idrissou Meatchi (né le 15 septembre 1915 à Sokodé  et mort le 26 mars 1984) est un homme politique et ingénieur agronome togolais. Il est vice-président du Togo et ministre de l'Économie et des Finances sous Nicolas Grunitzky (1963 - 1966) après le coup d'État de 1963 qui renverse Sylvanus Olympio. Il est destitué en janvier 1967 lors du putsch organisé par Étienne Eyadema.

## Biographie

### Jeunesse et formation
Antoine Meatchi naît le 13 septembre 1915 à Sokodé dans une famille kabyé proche de la royauté locale. Il fait ses études primaires au Togo et en 1942, il part pour le Mali (école normale Frédéric Assomption de Katibougou) puis la France (écoles régionales d'agriculture d'Oudes et de Montargis, école nationale d'agriculture) pour étudier l'agriculture et se spécialiser en agriculture tropicale,.

### Carrière politique
Après son retour au Togo en 1953, Meatchi devient rapidement chef adjoint des services agricoles de Lomé, chef de la promotion agricole de Kluoto et directeur de l'école agricole de Tové. Toujours en fonction, Meatchi s'intéresse à la politique. Il est nommé pour la première fois en 1956, alors que Nicolas Grunitzky est le premier Premier ministre de l'histoire du Togo. Il est d'abord nommé ministre de l'Agriculture puis ministre des Finances un an plus tard. Bien que les élections législatives de 1956 aient été contestées par le Comité d'unité togolaise (CUT) de Sylvanus Olympio et qu'elles aient dû être réorganisées sous la surveillance de l'ONU en 1958, Meatchi remporte un siège de député dans la circonscription électorale de Pagouda-Ouest.

#### Chef de l'opposition
Après la retraite de Grunitzky de la politique et son départ pour la Côte d'Ivoire en 1961, Meatchi devient le président de l'Union des chefs et des peuples du Nord (UCPN) et le chef de l'opposition. Après l'indépendance du Togo, de nouvelles règles administratives sont adoptées.Tout foyer d'opposition est réprimé, ce qui fait perdre son siège  à Meatchi  lors des élections législatives de 1961. La même année, il se prononce contre le nouvel amendement à la constitution qui prévoit un système présidentiel fort, dans lequel la majorité du pouvoir exécutif est confiée au président. Par conséquent, il est arrêté et accusé de comploter contre le gouvernement. Après sa libération, il rejoint Accra au Ghana, où il reste en exil jusqu'au coup d'État de 1963. Il y est membre du Bureau des affaires africaines,.

#### Retour d'exil  et coup d'État de 1967
Il revient au Togo en 1962, alors le pays est devenu un régime à parti unique (CUT). Cela conduit à un coup d'État en janvier 1963 monté par des soldats dont Eyadéma et aboutissant à l'assassinat d'Olympio et à la prise de pouvoir de Grunitzky.
A son retour, il est nommé vice-président et ministre des Finances, des Travaux publics et des Postes et Télécommunications, et provisoirement de l'Éducation, dans le gouvernement provisoire de Grunitzky. Après les élections de 1963, il assure la vice-présidence, avec la responsabilité des Finances, de l'Économie et du Plan. Le gouvernement tient quatre ans mais la nouvelle organisation des instituions s'avère dysfonctionnelle. À cela s'ajoute une mésentente entre le président et son vice-président.
En novembre 1966, deux ministres démissionnent (Benoît Malou à l'Éducation nationale et Pierre Adossama au Travail) et Meatchi limoge le ministre de l'Industrie (Mama Fousseni). Grunitzky décide alors de dissoudre le gouvernement. Il ne reste alors plus que lui et Meatchi au pouvoir, ce qui engendre une crise politique. Une tentative de coup d'État a lieu à laquelle Meatchi prend part. Le poste de vice-président est finalement supprimé et Meatchi récupère le ministère de l'Agriculture dans un nouveau gouvernement qui ne dure pas. Quelques semaines plus tard, en janvier 1967, le lieutenant-colonel Étienne Eyadema renverse Grunitzky lors d'un coup d'État militaire et Meatchi perd son poste,.

### Dernières années
Après avoir perdu son poste de ministre, Meatchi perd toute crédibilité et soutien, ce qui le pousse à se retirer de la politique active. Il est toutefois reconduit dans ses fonctions de directeur des services agricoles, poste qu'il occupe pendant plusieurs années.
Il est arrêté en juin 1982, officiellement pour détournement de fonds publics dix ans auparavant, officieusement pour son opposition au gouvernement Eyadema. Durant sa détention qui débute dans la prison de Lomé, il est privé d'eau et de nourriture, forcé de faire ses besoins dans sa cellule. Il meurt finalement en 1984, dans la prison de Sansanné-Mango où il a été transféré en 1983.